# Episodi di Le fiabe son fantasia
La serie animata Le fiabe son fantasia è stata prodotta nel 1987 dalla Nippon Animation in due stagioni televisive per 47 episodi complessivi, trasmessi in Giappone a partire dall'ottobre 1987.
In Italia, un'iniziale selezione di 12 episodi venne pubblicata tra il 1989 e il 1990 in VHS dalla De Agostini e AMZ assieme ad episodi tratti da altre serie animate, all'interno della collana editoriale Le mille e una fiaba (ep. 1.1-2 / 1.5-6 / 1.16-17 / 1.19-22 / 2.1-2). Dopo il successo della prima edizione, altri 4 episodi furono pubblicati da De Agostini Junior in una riedizione della stessa collana tra il 1991 e il 1992 (ep. 1.3-4 / 1.9 / 1.15), mentre altri 8 vennero inclusi contemporaneamente in un'ulteriore riedizione della serie, edita in questo caso da De Agostini Ragazzi (ep. 1.7-8 / 1.10-13 / 1.23-24). Nel 1992, due episodi inediti vennero pubblicati all'interno di un'altra selezione di episodi, pubblicata stavolta dalla Pentavideo per la collana Bim Bum Bam Video (ep. 1.18 / 2.3). La serie completa venne trasmessa per la prima volta su Italia 1 solamente nel 1996. I titoli di alcuni episodi differiscono a seconda dell'edizione.